# Bruno Ragazzo
Bruno Ragazzo (Padova, 28 marzo 1927 – Padova, 3 gennaio 2017) è stato un calciatore italiano, di ruolo attaccante.

## Caratteristiche tecniche
Giocava come ala o come mezzala.

## Carriera
Esordisce con la Monti Padova, con cui nella stagione 1943-1944 all'età di 16 anni gioca una partita in Divisione Nazionale. Dopo la fine della Seconda guerra mondiale passa al Giorgione, con cui nella stagione 1945-1946 gioca in Serie C. Nella stagione 1946-1947 fa parte della rosa del Padova, che arriva secondo in classifica nel campionato di Serie B, ma non viene mai schierato in campo in partite di campionato. Successivamente, nella stagione 1948-1949 gioca col Varese nel campionato di Serie C.
Nel 1949 passa allo Spezia, club di Serie B, con la cui maglia nel corso della stagione 1949-1950 segna 4 reti in 28 presenze nel campionato cadetto; nella stagione 1950-1951 (al termine della quale i bianconeri liguri retrocedono in Serie C), Ragazzo gioca invece 14 partite di Serie B 1950-1951, nelle quali non va mai a segno. Rimane allo Spezia anche nel corso della stagione 1951-1952, durante la quale in 11 partite di campionato va a segno 2 volte: a fine anno, complice anche la retrocessione in IV Serie dello Spezia, lascia dopo tre anni la squadra.
Nella stagione 1953-1954 gioca in IV Serie con la maglia dell'Olimpia Cittadella; passa poi alla Cirio, con cui nella stagione 1954-1955 vince il girone H di IV Serie senza però ottenere la promozione in Serie C a causa della sconfitta contro il Molfetta nella fase finale del torneo; rimane con i laziali anche nella stagione 1955-1956, terminata con un secondo posto in classifica nel girone H alle spalle della Reggina.

## Palmarès

### Giocatore

#### Competizioni nazionali
- IV Serie: 1

Cirio: 1954-1955 (girone H)